# Suryavarman II

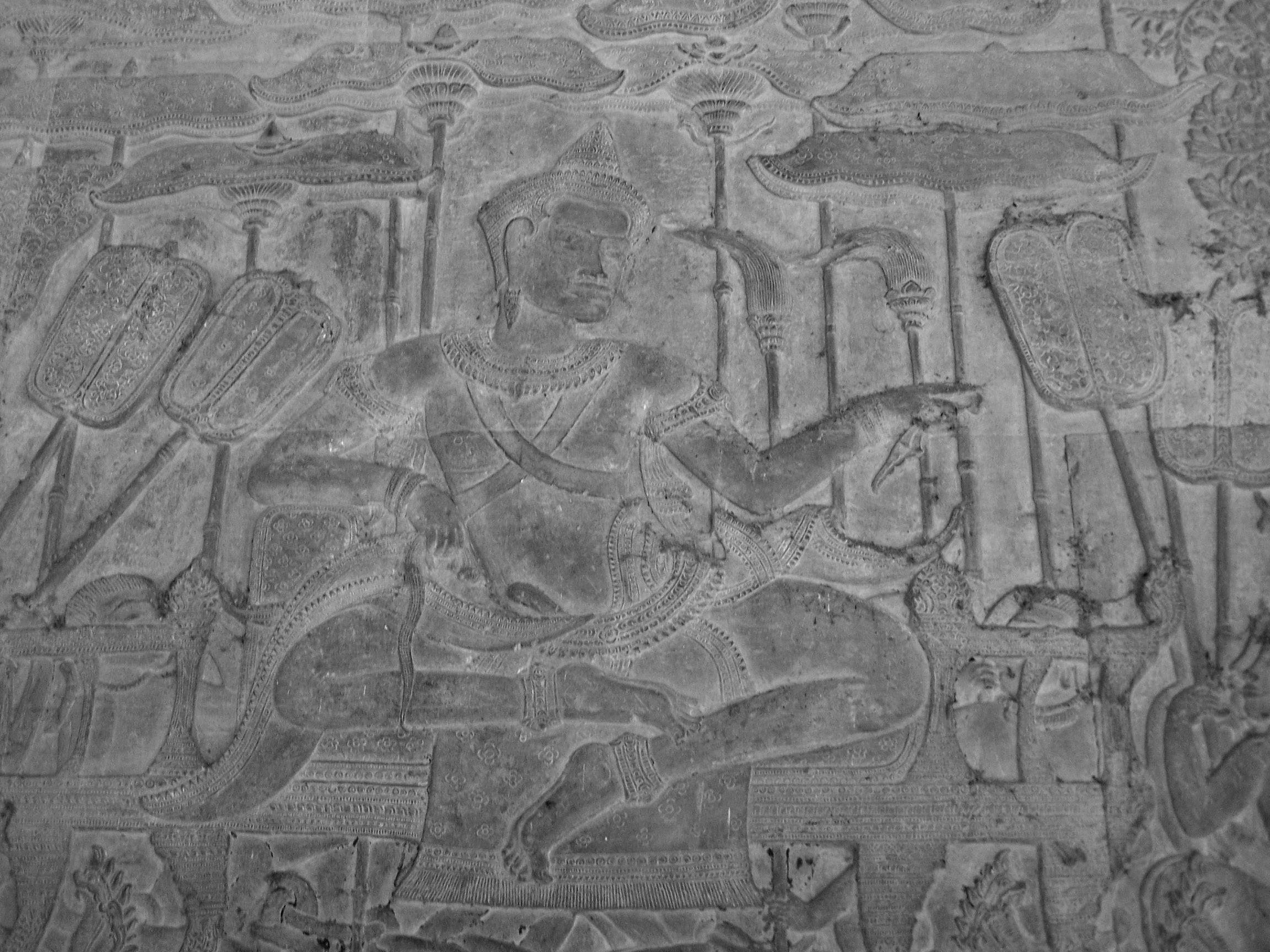

Suryavarman II (Khmer: ព្រះបាទសូរ្យវរ្ម័នទី២) was koning van het Khmer-rijk van 1113 tot tussen 1145 en 1150. Hij bouwde Angkor Wat, een tempel die hij toewijdde aan de god Vishnu. De monumentale architectuur die hij liet bouwen, zijn veelvuldige militaire campagnes en zijn sterke regering hebben historici ertoe geleid om Suryavarman II te rangschikken als een van de grootste koningen van het rijk.